# Clogs
I Clogs sono un gruppo musicale strumentale australiano-statunitense, formatosi come costola dei The National tra la fine degli anni '90 ed il 2000.

## Formazione
- Padma Newsome - viola, violino, melodica, voce, piano
- Bryce Dessner - chitarra, ukulele
- Rachael Elliott - basso
- Thomas Kozumplik - percussioni

## Discografia

### Album
- 2001 - Thom's Night Out
- 2003 - Lullaby for Sue
- 2004 - Stick Music
- 2006 - Lantern
- 2010 - The Creatures in the Garden of Lady Walton

### EP
- 2010 - Veil Waltz
- 2013 - The Sundown Song